# МКС-34
МКС-34 — тридцять четвертий довготривалий екіпаж Міжнародної космічної станції. Його робота розпочалася 11 листопада 2012 року з моменту відстиковки від МКС корабля Союз TMA-05M, який повернув на Землю попередній екіпаж МКС-33.